# Objectif de développement durable no 6 des Nations unies
Eau propre et assainissement
Pour un article plus général, voir Objectifs de développement durable.

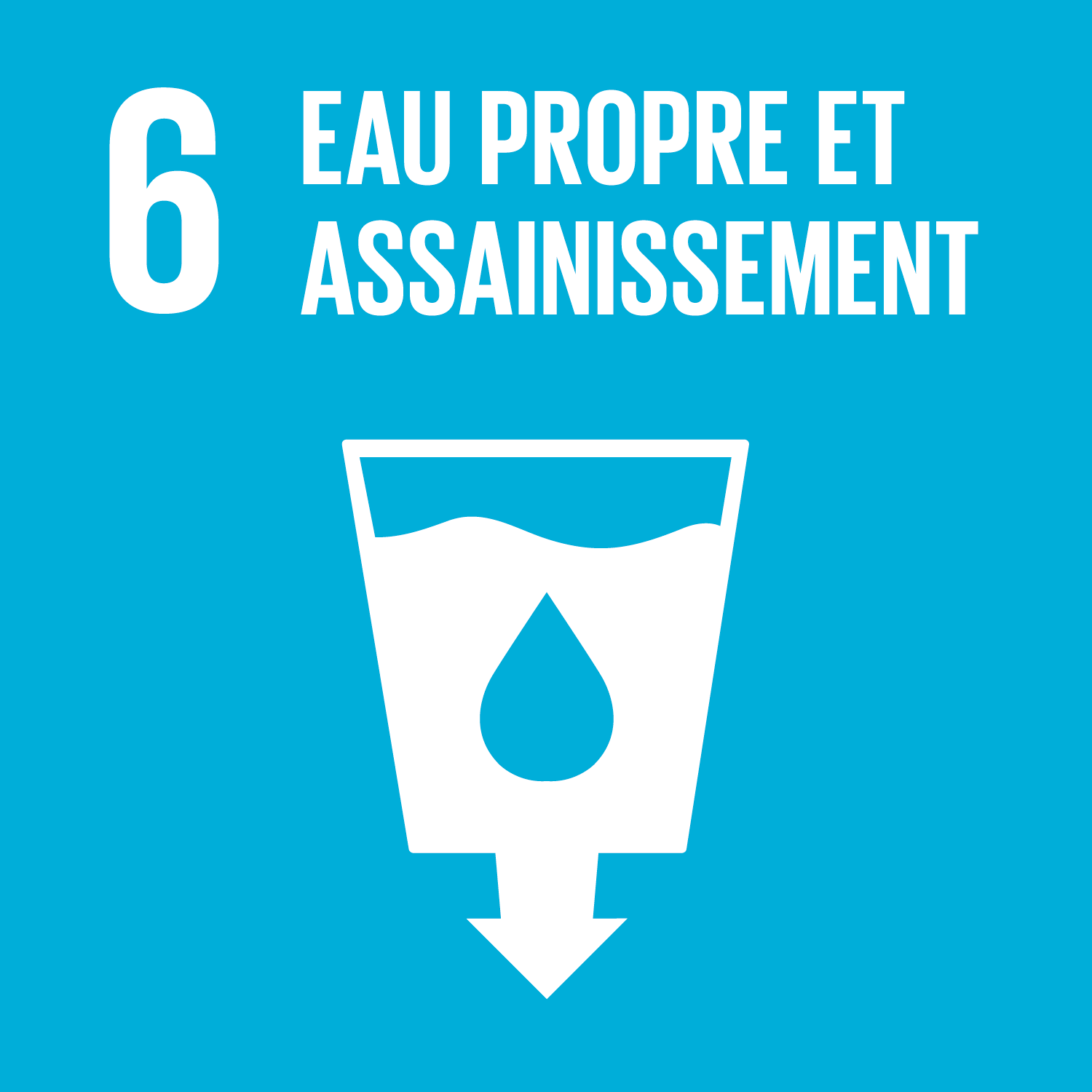
Logo de l'objectif no 6.

La thématique de l'eau et l'assainissement est l'objectif no 6 des 17 Objectifs de développement durable (ODD) adoptés en 2015 par l'Assemblée générale des Nations unies. Son intitulé complet est : « Garantir l'accès de tous à l'eau et à l'assainissement et assurer une gestion durable des ressources en eau ».

## Enjeux
L'ambition de l'ODD 6 est de garantir un accès universel à de l'eau potable et à l'assainissement, d'améliorer la qualité de l'eau et réduire les pollutions, assurer une utilisation efficiente des différents usages de l'eau (domestique, énergie, industriel, agriculture) et préserver les écosystèmes aquatiques.
Les enjeux à relever restent nombreux : 
- 2,1 milliards de personnes, soit 40 % de la population mondiale, ne sont pas raccordés à des services d'alimentation domestique en eau potable, et 4,5 milliards, soit 60 %, ne disposent pas de services d'assainissement gérés en toute sécurité en 2015[1].
- 1,8 milliard de personnes utilise une source d'eau contaminée par des matières fécales, présentant ainsi un risque de choléra, dysenterie, typhoïde et Polio[2].
- 1 demi-milliard de personnes connaissent des pénuries sévères d'eau toute l'année[3].
- 20 % des aquifères de la planète sont surexploités[4].

La dimension multidimensionnelle et transversale de l'eau se réflète également dans ses interrélations avec  les autres Objectifs de développement durable. L'eau, l'assainissement et les catastrophes naturelles liées à l'eau sont clairement mentionnés dans les cibles et indicateurs des ODD1 (Pauvreté), ODD3 (Santé), ODD4 (Education), ODD11(Villes), ODD14 (Océan), ODD15 (Ecosystèmes).

## Liste des cibles

### Cibles de résultat
Selon l'ONU, les 6 cibles de résultats de l'ODD 6 sont :
- Cible 6.1 D'ici à 2030, assurer l'accès universel et équitable à l'eau potable, à un coût abordable ;
- Cible 6.2 D'ici à 2030, assurer l'accès de tous, dans des conditions équitables, à des services d'assainissement et d'hygiène adéquats et mettre fin à la défécation en plein air  en accordant une attention particulière aux besoins des femmes et des filles et des personnes en situation vulnérable ;
- Cible 6.3 D'ici à 2030, améliorer la qualité de l'eau en réduisant la pollution, en éliminant l'immersion de déchets et en réduisant au minimum les émissions de produits chimiques  et de matières dangereuses, en diminuant de moitié la proportion d'eaux usées non traitées et en augmentant nettement à l'échelle mondiale le recyclage et la réutilisation sans danger de l'eau ;
- Cible 6.4 D'ici à 2030, faire en sorte que les ressources en eau soient utilisées beaucoup plus efficacement dans tous les secteurs et garantir la viabilité des prélèvements et de l'approvisionnement en eau douce afin de remédier à la pénurie d'eau et de réduire nettement le nombre de personnes qui manquent d'eau ;
- Cible 6.5 D'ici à 2030, assurer la gestion intégrée des ressources en eau à tous les niveaux, y compris au moyen de la coopération transfrontière selon qu'il convient ;
- Cible 6.6 D'ici à 2020, protéger et restaurer les écosystèmes liés à l'eau, notamment les montagnes, les forêts, les zones humides, les rivières, les aquifères et les lacs.

### Cibles de moyens de mise en œuvre
Selon l'ONU, les 2 cibles de moyens de mise en œuvre de l'ODD 6 sont : 
- 6.a D'ici à 2030, développer la coopération internationale et l'appui au renforcement des capacités des pays en développement en ce qui concerne les activités et programmes relatifs à l'eau et à l'assainissement, y compris la collecte de l'eau, la désalinisation  l'utilisation rationnelle de l'eau, le traitement des eaux usées  le recyclage et les techniques de réutilisation
- 6.b Appuyer et renforcer la participation de la population locale à l'amélioration de la gestion de l'eau et de l'assainissement

## Cadre réglementaire

### Dans l'Union européenne
Dans les pays membres de l'union européenne, la Directive cadre sur l'eau a prévu que chaque État membre élabore des « plans de gestion » et de « programmes de mesures » appropriés à chaque masse d'eau.

### En France
En France, depuis la loi sur l'eau du 3 janvier 1992, codifiée dans le titre Ier du livre II code de l'environnement, organise la participation des parties prenantes à l'aménagement et à la gestion par bassin versant (via des SDAGE) et sous-bassins (SAGE).

## Quelques données et exemples d'indicateurs

### Dans le monde
Au niveau international, le suivi des ODD est organisé sur la base de 244 indicateurs mondiaux calculés par les agences onusiennes à partir des données transmises par les pays, disponibles en ligne sur la base de données d'UNStat.
L'ODD6 présente 11 indicateurs des Nations unies,, dont le suivi est confié à diverse Programmes et Agences des Nations unies : OMS, UNICEF, UN-Habitat, UNDSD, PNUE, FAO, UNESCO, UNECE, OECD.
- 6.1.1 Proportion de la population utilisant des services d'alimentation en eau potable gérés en toute sécurité
- 6.2.1 Proportion de la population utilisant des services d'assainissement gérés en toute sécurité, notamment des équipements pour se laver les mains avec de l'eau et du savon
- 6.3.1 Proportion des eaux usées traitées sans danger
- 6.3.2 Proportion des plans d'eau dont la qualité de l'eau ambiante est bonne
- 6.4.1 Variation de l'efficacité de l'utilisation des ressources en eau
- 6.4.2 Niveau de stress hydrique : prélèvements d'eau douce en proportion des ressources en eau douce disponibles
- 6.5.1 Degré de mise en œuvre de la gestion intégrée des ressources en eau (0-100)
- 6.5.2 Proportion de bassins hydriques transfrontaliers où est en place un dispositif de coopération opérationnel
- 6.6.1 Variation de l'étendue des écosystèmes tributaires de l'eau
- 6.a.1 Montant de l'aide publique au développement consacrée à l'eau et à l'assainissement dans un plan de dépenses coordonné par les pouvoirs publics
- 6.b.1 Proportion d'administrations locales ayant mis en place des politiques et procédures opérationnelles encourageant la participation de la population locale à la gestion de l'eau et de l'assainissement

Chiffres-clés : 
- 2,1 milliards de personnes (30 % de la population mondiale) n'ont pas accès à des services d'alimentation domestique en eau potable.Sur les 2,1 milliards de personnes qui n'ont pas accès à l'eau gérée en toute sécurité, 844 millions ne bénéficient même pas d'un service de base d'approvisionnement en eau potable. Parmi ces personnes, 263 millions vivent à plus de 30 minutes d'une source d'eau améliorée et 159 millions continuent à boire de l'eau de surface non traitée puisée dans des cours d'eau ou dans des lacs[1].
- 4,5 milliards de personnes, soit 60 % de la population mondiale, ne disposent pas de services d'assainissement gérés en toute sécurité. 2,3 milliards ne disposent toujours pas d'installations sanitaires de base. Parmi elles, 600 millions de personnes partagent des toilettes ou latrines avec d'autres foyers, et 892 millions défèquent à l'air libre, une pratique en augmentation en Afrique subsaharienne et en Océanie du fait de la croissance démographique[1].
- Le manque de données sur les dispositifs de lavage des mains avec savon empêche la production d'estimations mondiales. Dans les 70 pays pour lesquels des données sont disponibles, l'accès à l'eau et au savon pour le lavage des mains varie considérablement oscillant entre 15 % en Afrique subsaharienne et 76 % en Asie occidentale et en Afrique du Nord[1].

### En Europe
Au niveau européen, la Commission européenne poursuit son évaluation des progrès réalisés dans l'Union européenne et adapte ses indicateurs de développement durable aux politiques élaborées par l'Union européenne en réponse aux objectifs fixés au niveau mondial. Un rapport statistique est produit chaque année par Eurostat sur la base d'une liste de 100 indicateurs reprenant pour moitié la liste des indicateurs mondiaux. Sept concernent l'ODD6 : 
- Part de la population totale n'ayant ni bain ni douche, ni toilettes de rinçage à l'intérieur dans leur maison
- Population liée au traitement des eaux usées urbaines avec au moins un traitement secondaire
- Demande biochimique d'oxygène dans les rivières
- Nitrate dans les eaux souterraines
- Phosphate dans les rivières
- Indice d'exploitation de l'eau (WEI)
- Qualité des eaux de baignade

Chiffres-clés : 
- Bien qu'il n'y ait pas de problèmes d'accès à l'assainissement et à l'hygiène dans la plupart des États membres, dans les quelques pays concernés par la question, environ 12 millions de personnes, soit 2,4 % de la population de l'UE, n'ont toujours pas accès en 2015 à des installations sanitaires de base dans leurs foyers[13].

### En France
En France, l'Insee coordonne, en lien avec les services statistiques ministériels, les travaux statistiques sur les indicateurs ODD pour la France, et recense 110 indicateurs nationaux qui répondent aux exigences des ODD. Pour l'eau et l'assainissement, une série d'indicateurs a été retenue : 
- Population desservie par une eau non conforme au regard de la qualité microbiologique sur plus de 5 % des analyses
- Population raccordée à l'approvisionnement publique en eau
- Taux de conformité de la performance des stations de traitement des eaux usées domestiques
- Population raccordée à des stations d'épuration des eaux usées
- Capacité de traitement des stations d'épuration des eaux usées (en termes de BDO5)
- Qualité des cours d'eau et des nappes d'eau souterraine (directive cadre sur l'eau)
- Évolution de l'indice de pollution des cours d'eau (nitrates, orthophosphates) et de l'indice de pollution des eaux souterraines (nitrates)
- Prélèvements en eau selon les grands usages
- État quantitatif des eaux souterraines
- Répartition des observations des cours d'eau en période d'étiage en 2014, selon les modalités d'écoulement
- Nombre de départements touchés par des arrêtés de restrictions des usages de l'eau durant l'été au-delà du niveau "vigilance"
- Pourcentage du territoire couvert par un schéma directeur d'aménagement et de gestion des eaux (SDAGE)
- Proportion de bassins hydriques transfrontaliers où est en place un dispositif de coopération opérationnel (Directive-cadre sur l'eau, DCE)
- Montant total d'aide publique au développement (APD) nette dans le secteur de Distribution d'eau et Assainissement
- Part de la superficie du territoire couverte par des SAGE (Schémas d'aménagement et de gestion des eaux)

Chiffres-clés : 
- En Guyane, au moins 15 % de la population n'est pas desservie par les réseaux publics d'eau potable[15].
- En Guadeloupe, où l'ensemble de la population est desservie, une partie de la population du sud de la Grande terre est soumise à des coupures hebdomadaires ou bi-hebdomadaires dues à l'insuffisance de la production pour couvrir les besoins des usagers. Ceci concernerait près de 9 % de la population de l'île
- En 2013, 14,1 % des eaux de surface en France étaient en mauvais ou médiocre état écologique (évaluation de la faune et la flore aquatique, certaines substances chimiques et l'état physique des cours d'eau) et 15,9 % ne sont pas en bon état chimique (déterminé par le respect de normes européennes portant sur un certain nombre de substances toxiques). Si la qualité des eaux de surface s'améliore pour certains polluants, leur état reste marqué par une présence préoccupante de nitrates, de pesticides et d'autres micropolluants[16].
- En ce qui concerne les eaux souterraines, en 2013, 32,8 % des masses d'eau en France connaissent un état médiocre chimique, principalement à cause des nitrates et des pesticides[16].

## Définition d'une échelle de service
À la suite de l'adoption de l'Objectif no 6 , le Programme commun OMS-UNICEF (JMP) chargé du suivi des cibles 6.1 et 6.2 propose une échelle de service pour l'eau, l'assainissement et l'hygiène pour prendre en compte la réalité des contextes et leur diversité en définissant des sous-catégories progressives, qui vont de l'absence de service (niveau minimum) au service géré en toute sécurité (niveau maximum).

### Services d'eau potable
| Niveau de service      | Définition |
| ---------------------- | --- |
| Géré en toute sécurité | L'eau de boisson provenant d'une source améliorée située sur place et disponible en cas de besoin, exempte de contamination de matières fécales (et des produits chimiques d'intérêt prioritaire) |
| Élémentaire            | L'eau de boisson provenant d'une source améliorée avec un temps de collecte de 30 minutes ou moins aller-retour, incluant la file d'attente                                                       |
| Limité                 | L'eau de boisson provenant d'une source améliorée avec un temps de collecte de plus de 30 minutes aller-retour, incluant la file d'attente.                                                       |
| Non amélioré           | L'eau de boisson provenant de puits creusés non protégés ou de sources non protégées |
| Pas de service         | L'eau de boisson collectée directement d'un cours d'eau, barrage, lac, étang, ruisseau, conduit, canal d'irrigation                                                                               |

Sources améliorées : Une source d'approvisionnement en eau améliorée, de par la nature de sa construction, protège l'eau de façon satisfaisante de toute contamination extérieure, en particulier des matières fécales.
Exemples : eau sous canalisation alimentant le domicile; borne-fontaine/fontaine publique ; puits forés ; puits creusés protégés ; source protégée ; citerne d'eau de pluie…

### Services d'assainissement
| Niveau de service      | Définition |
| ---------------------- | --- |
| Géré en toute sécurité | L'utilisation des installations d'assainissement améliorés qui ne sont pas partagées par plusieurs familles et dans lesquelles les excreta sont stokes et traits sur place ou acheminés et traits hors site.) |
| Élémentaire            | L'utilisation des installations d'assainissement améliorées qui ne sont pas partagées par plusieurs familles                                                                                                  |
| Limité                 | L'utilisation des installations d'assainissement améliorées partagées par deux ou plusieurs familles |
| Non amélioré           | L'utilisation des latrines à fosse sans dalle ou plateforme, latrines suspendues et latrines à seau |
| Pas de service         | Défécation en plein air |

Installation d'assainissement améliorée : empêche de façon hygiénique tout contact entre l'homme et des excréments humains

## Évolution depuis les Objectifs du millénaire pour le développement
La question de l'eau et l'assainissement est abordée dans les Objectifs du millénaire pour le Développement (2000-2015)  dans la cible 7.c de l'objectif sur l'environnement, mais ne s'intéressait qu'aux questions d'accès, contrairement aux ODD qui comportent des cibles sur la qualité et préservation de la ressource, les luttes contre les pollution, la gestion efficiente des prélèvements, la préservation des milieux aquatiques…
L'approvisionnement en eau potable faisait l'objet de la cible 7.C de l'OMD no 7 (Environnement). Quant à l'assainissement, le thème était initialement absent des OMD et n'est apparu qu'en 2002, intégré à la cible 7.C : « Réduire de moitié, d'ici à 2015, le pourcentage de la population qui n'a pas accès à un approvisionnement en eau potable ni à des services d'assainissement de base».
Les indicateurs de suivi de la cible 7.C de l'OMD 7 mesuraient l'accès à un point d'eau amélioré et à une infrastructure d'assainissement améliorée. Les limites de cette approche axée sur les infrastructures ont été reconnues et à la base des réflexions sur l'élaboration de cibles et d'indicateurs de suivi plus ambitieux pour les ODD.